# Johann Franz Heinrich Carl von Ostein
Graf Johann Franz Heinrich Carl Sebastian von Ostein (* 2. Februar 1693 in Amorbach; † 29. April 1742 in Frankfurt) war ein deutscher Jurist, kaiserlicher Wirklicher Geheimer Rat und zeitweise kaiserlicher Botschafter.

## Familie

### Vater
Sein Vater war Johann Franz Sebastian von Ostein (* 4. November 1652 in Pruntrut; † 24. Juni 1718 in Aschaffenburg). Einer dessen Vorfahren war Johann Heinrich von Ostein (* 1579; † 26. November 1646 in Delsberg) seit 1628 Bischof von Basel (während des Dreißigjährigen Krieges); Aufgrund der Reformation der Stadt Basel wurde bereits 1527 der offizielle Sitz des Fürstbischofs nach Pruntrut verlegt, daher sein Geburtsort. Er selbst war Kurmainzer Geheimrat, Kammerherr, Kämmerer und Oberamtmann zu Amorbach, Buchau, Walldürn und Selingenthal.
Johann Franz Sebastian von Ostein verkaufte seine ererbten Güter nebst dem im Dreißigjährigen Krieg zerstörten Stammschloss Ostein an die Antoniter Komturei zu Isenheim im Elsass. Im Jahre 1710 kaufte er für 400.000 Gulden ein im Königreich Böhmen gelegenes Landgut, die Herrschaft Maleschau (heute Maselow). Auch erwarb er die als Niederwald genutzten Ländereien der kurfürstlich Mainzer Burg Ehrenfels (Hessen). Diese ehemalige Zollburg wurde nach Eroberung durch die Franzosen und vor deren Rückzug 1689 im Verlauf des Pfälzischen Erbfolgekrieges von diesen zerstört. Die Ruine wurde vom Mainzer Domkapitel aufgegeben und damit war deren Wirtschaftswald zu verkaufen. 1693 gingen Teile und dann nochmals 1705 der Rest der Liegenschaft an Johann Franz Sebastian von Ostein.

### Mutter
Sein Vater heiratete am 12. Juni 1687 mit 35 Jahren die 16-jährige Anna Karolina Maria von Schönborn (* 3. Oktober 1671; † 7. Februar 1746 in Aschaffenburg). Sie wurde 75 Jahre alt. Sie war eines von 18 Kindern des einflussreichen kurmainzischen Staatsminister Melchior Friedrich von Schönborn-Buchheim. Ihre Geschwister waren u. a.
- Johann Philipp Franz von Schönborn (* 1673 in Würzburg; † 1724 bei Bad Mergentheim) war seit 1719 Fürstbischof von Würzburg
- Friedrich Karl Reichsgraf von Schönborn-Buchheim (* 1674 in Mainz; † 1746 in Würzburg) war seit 1729 Fürstbischof von Würzburg und Bamberg und Reichsvizekanzler.
- Damian Hugo Philipp Reichsgraf von Schönborn-Buchheim (* 1676 in Mainz; † 1743 in Bruchsal) war Kardinal und seit 1719 Fürstbischof von Speyer und seit 1740 Fürstbischof von Konstanz
- Franz Georg Reichsfreiherr (seit 1701 Reichsgraf) von Schönborn-Buchheim (* 1682 in Mainz; † 1756 in Schloss Philippsburg, Koblenz) war seit 1729 Kurfürst von Trier, Fürstabt von Prüm, sowie seit 1732 Fürstbischof von Worms und Fürstpropst von Ellwangen

### Geschwister
Obwohl seine Eltern 18 Kinder zeugten, von denen aber nur die Hälfte nämlich 9 Kinder den Vater überlebten, gehörte seine Generation zu den vorletzten Namensträger dieses Adelsgeschlechtes „von Ostein“. Mit seinen Kindern starb die Familie „von Ostein“ aus.
- 1. Johann Friedrich Karl (* 6. Juli 1689 in Amorbach; † 4. Juni 1763) wurde 74 Jahre alt und war die letzten 20 Jahre (ab 1743) Kurfürst und Erzbischof von Mainz
- 2. Ludwig Karl Johann Eckenbert (* 6. August 1691; † 10. Oktober 1734) wurde 43 Jahre. Er war kurfürstlich Mainzer und bischöflich Bamberger Geheimrat und Kammerpräsident
- 3. Johann Franz Heinrich Carl (* 2. Februar 1693; † 29. April 1742) selbst. Er wurde 49 Jahre alt.
- 4. Johann Franz Wolfgang Damian (* 3. Mai 1694; † 5. Januar 1778) wurde 84 Jahre. Er war Kurmainzer Oberamtmann, Reichsgraf, Domkapitular in Bamberg
- 5. Lothar Johann Hugo Franz (* 21. Juni 1695; † 27. Februar 1759) wurde 64 Jahre. Er war Domherr zu Eichstätt und Augsburg, kurmainzischer, fürstlich augsburgischer eichstädtischer und fuldischer Geheimrat
- 6. Johann Philipp Karl Franz (* 3. Oktober 1697; † 9. Dezember 1719 in Paris) wurde nur 22 Jahre alt. Er war Domherr zu Trier und Lüttich
- 7. Maria Anna Charlotta Franziska (* 3. Oktober 1698; † 5. Mai 1766) wurde 68 Jahre alt und starb unvermählt.
- 8. Ludwig Wilhelm Johann Maximilian (* 6. Dezember 1705; † 29. August 1757 in Wien) wurde 52 Jahre. Er war Befehlshaber der Mainzer Kavallerie, 1750 Reichs-General-Feldmarschall-Leutnant und starb unverheiratet.
- 9. Maria Antonia Franziska (* 8. Juni 1710; † 8. Oktober 1788 in Koblenz) wurde 78 Jahre. Sie heiratete am 30. Juni 1726 den Grafen Rudolf Johann Walpot von Bassenheim, der aber bereits 5 Jahre später am 29. Juni 1731 verstarb. Für sie ließ ihr Bruder und Kurfürst Johann Friedrich Karl von Ostein in Mainz den Bassenheimer Hof als Witwensitz erbauen. Ein Enkel von ihr erstritt sich einen bedeutsamen Teil des Erbes der dann ausgestorbenen Familie „von Ostein“.

## Leben
Er hatte eine juristische Ausbildung und wurde 1725 zum Reichshofrat ernannt. Über fünf Jahre von Oktober 1734 bis zum 29. Januar 1739 war er Gesandter am russischen Hof in St. Petersburg für Kaiser Karl VI. und später kurz am königlich englischen Hof, erst in Hannover dann in London. Kurz vor seinem Tod 1741 wurde er Reichshofratspräsident in Frankfurt am Main.
1728 kaufte sich dieser für 430.000 Gulden vom Graf Franz Maximilian zu Fürstenberg im südlichsten Zipfel der Markgrafenschaft Mähren die Herrschaft Datschitz einschließlich des gleichnamigen Schlosses.
Schon sein Vater Johann Franz Sebastian von Ostein erwarb 1710 für 400.000 Gulden ein im Königreich  Böhmen gelegene Herrschaft Maleschau   nahe der königlichen Silberbergstadt Kuttenberg   und dem nahegelegenen Marktflecken Suchdol von Reichsgraf Franz Anton von Sporck (1662–1738). Im Kauf eingeschlossen war die Feste und das Schloss Maselov sowie das 1669 von Graf Johann von Sporck erbaute Jagdschloss Roztěž. Auch war mit dem Erwerb die Aufnahme in den böhmischen Grafenstand verbunden. Dieses Schloss, wurde später von einem seiner Erben im Empirestil umgebaut, verfiel dann nach dem Zweiten Weltkrieg und wurde 2002 vom taiwanischen Milliardär Terry Gou, dem CEO von Foxconn, von der Tschechischen Republik erworben und für viele Millionen renoviert. Der Park wurde zu einem Spitzengolfplatz umgestaltet.

### Erste Ehefrau
Seine erste Ehefrau Maria Carolina Anna Johanna, verwitwete Gräfin von Berlepsch und Erbin von Myllendonk (* 1707; † 1737 in St. Petersburg), war 14 Jahre jünger als er. Sie starb in St. Petersburg kurz nach der Geburt ihres dritten Kindes. Ihr Leichnam wurde auf Wunsch des Ehemannes nach Schloss Datschitz überführt und in der dortigen Pfarrkirche beigesetzt.
Ihr bedeutsames Erbe Myllendonk, das dann über den Ehemann an den Sohn Johann Friedrich Carl Maximilian Amor Graf von Ostein überging, stammte aus spanischen Quellen ihrer Großmutter Marie Gertrude Freifrau, Gräfin von Berlepsch (1654–1723) und später gefürsteten Stiftsäbtissin. Sie begleitete als junge Witwe die auserwählte zukünftige zweite Frau Karl II. von Spanien Maria Anna von Pfalz-Neuburg (1667–1740) zu ihrer Hochzeit. Am 4. Mai 1690 heiratete sie im Kloster San Diego bei Valladolid als dessen zweite Gemahlin den kinderlosen König Karl II. von Spanien auf Betreiben von dessen Mutter Maria Anna von Österreich. Karl II. entwickelte nie eine Neigung für seine zweite Gemahlin. Durch Heirat wurde sie zur Königin von Spanien, Neapel, Sizilien und Sardinien sowie Herzogin von Mailand. Nach dem Tod ihres Mannes lebte Maria Anna zunächst mit ihrem Beichtvater Gabriel und ihrer Vertrauten Marie Gertrude Freifrau, Gräfin von Berlepsch, die in der Regierung Maria Annas maßgeblich beteiligt waren, in Toledo. Karl Marx beschrieb deren Auswirkungen. Zu Ende desselben Jahrhunderts erhob sich unter der Regierung Carlos’ II. das Volk von Madrid gegen die Kamarilla der Königin, bestehend aus der Gräfin von Berlepsch und den Grafen Oropesa und Melgar, die für alle nach Madrid gebrachten Lebensmittel einen drückenden Zoll erhoben, den sie unter sich teilten. 1699 kaufte Marie Gertrude Freifrau, Gräfin von Berlepsch, dem Graf von Croy die Herrschaft Myllendonk ab.

#### Kinder aus erster Ehe
Mit seiner ersten Ehefrau Maria Carolina Anna Johanna hatte er drei Kinder
- Johanne Maria Charlotte Friderica (* 25. November 1733 in Wien; † 1809) heiratete am 16. November 1755 den einflussreichen österreichischen Staatsmann Carl Friedrich Hatzfeldt zu Gleichen (* 14. September 1718 in Wien; † 5. September 1793 ebenda).
- Johann Friedrich Carl Maximilian Amor Graf von Ostein (* 1735 in St. Petersburg; † 1809 in Aschaffenburg). Er war der letzte Namensträger des ehemals vielköpfigen Adelsgeschlechts,
- Johann Carl Franz Hugo Maria (* 1736 in St. Petersburg; † 1736 ebenda)

### Zweite Ehefrau
Knapp 1 Jahr vor seinem Tod am 29. April 1742 in Frankfurt am Main, heiratete er im Jahre 1741 ein zweites Mal. Seine zweite Ehefrau wurde Maria Clara Elisabeth von Eltz-Kempenich (* 15. Oktober 1720; † 13. Juni 1786), die nach kurzer Ehezeit 45 Lebensjahre als Witwe lebte. Er heiratete in die Familie des damals regierenden Kurfürst und Erzbischof von Mainz und Reichserzkanzlers des Heiligen Römischen Reiches Deutscher Nation Philipp Karl von Eltz (* 26. Oktober 1665; † 21. März 1743 in Mainz) ein. Die Schwester dieser zweiten Ehefrau, Marie Anna Sophia Gräfin von Eltz gen. Faust von Stromberg (1722–1763) wurde die Ehefrau des kurmainzischen Geheimrats Franz Heinrich von Dalberg (1716–1776), Burggraf zu Friedberg, Statthalter in Worms und Oberamtmann zu Oppenheim. Franz Heinrich von Dalberg und Anna Sophia von Eltz-Kempenich waren u. a. die Eltern des Carl Theodor Reichsfreiherr von Dalberg (* 8. Februar 1744 auf Schloss Herrnsheim bei Worms; † 10. Februar 1817 in Regensburg), den von Napoleon 1806 ernannten Fürstprimas von Deutschland und den Vorsitzenden des Rheinbundes.

#### Kinder aus zweiter Ehe
Philipp Franz Karl (* 22. Juni 1742; † 7. Juli 1766) wurde erst nach dem Tode seines Vaters geboren. Er starb bereits mit 24 Jahren als Domherr zu Mainz, Trier und Würzburg, Kapitular des Ritterstiftes St. Alban zu Mainz und Propst des St. Bartholomäusstiftes zu Frankfurt am Main.